# Ihosvany Hernández Rivera
Ihosvany Hernandez Rivera (ur. 6 sierpnia 1972 roku w Hawanie) – kubański siatkarz, były reprezentant Kuby, od sezonu 2007/2008 występujący z włoskim paszportem. Gra na pozycji środkowego. Do końca sezonu 2008/2009 grał w PlusLidze, w drużynie Asseco Resovii. W sezonie 2009/10 grał w rumuńskiej drużynie Tomis Konstanca, z którą zdobył Puchar Rumunii oraz wicemistrzostwo kraju. Następnie podpisał kontrakt w Argentynie na rok z możliwością przedłużenia na kolejny rok.

## Sukcesy klubowe
Puchar Włoch:
- 1999

Puchar Europy Zdobywców Pucharów:
- 1999

Puchar CEV:
- 2000

Mistrzostwo Włoch:
- 2000

Mistrzostwo Turcji:
- 2007

Mistrzostwo Polski:
- 2009

Puchar Rumunii:
- 2009

Mistrzostwo Rumunii:
- 2010

Mistrzostwo Argentyny:
- 2011

## Sukcesy reprezentacyjne
Mistrzostwa Świata:
- 1990
- 1998

Liga Światowa:
- 1998
- 1991, 1992, 1994, 1997, 1999
- 1995

Igrzyska Panamerykańskie:
- 1999
- 1995

Puchar Ameryki:
- 2000

Mistrzostwa Ameryki Północnej, Środkowej i Karaibów:
- 2001

Puchar Wielkich Mistrzów:
- 2001

## Nagrody indywidualne
- 1996: Najlepszy blokujący Ligi Światowej
- 1997: Najlepszy blokujący Ligi Światowej
- 2000: Najlepszy środkowy włoskiej Serie A w sezonie 1999/2000
- 2004: Najlepszy środkowy włoskiej Serie A w sezonie 2003/2004
- 2005: Najlepszy środkowy włoskiej Serie A w sezonie 2004/2005